# Municipio de Hunt
El municipio de Hunt (en inglés: Hunt Township) es un municipio ubicado en el condado de Scott en el estado estadounidense de Arkansas. En el año 2010 tenía una población de 181 habitantes y una densidad poblacional de 1,47 personas por km².

## Geografía
El municipio de Hunt se encuentra ubicado en las coordenadas 34°58′31″N 93°45′17″O / 34.97528, -93.75472. Según la Oficina del Censo de los Estados Unidos, el municipio tiene una superficie total de 123.37 km², de la cual 123,22 km² corresponden a tierra firme y (0,13 %) 0,16 km² es agua.

## Demografía
Según el censo de 2010, había 181 personas residiendo en el municipio de Hunt. La densidad de población era de 1,47 hab./km². De los 181 habitantes, el municipio de Hunt estaba compuesto por el 98,34 % blancos, el 1,1 % eran de otras razas y el 0,55 % eran de una mezcla de razas. Del total de la población el 1,1 % eran hispanos o latinos de cualquier raza.